# Hendrik-Jan Oolbekkink
Hendrik-Jan "Henk" Oolbekkink (Amsterdam, 15 maart 1931 – Den Haag 27 november 2012) was een Nederlands schrijver van romans en gedichten, maar ook journalist. Hij schreef soms onder zijn initialen HJO.

## Biografie
Op achttienjarige leeftijd trad hij toe tot het schrijverscorps van het dagblad Het Parool. Hij behandelde aldaar de sport, kunst en film. Dat laatste op aanraden van Simon Carmiggelt, die hij later na diens 4000e Kronkel voor dat blad interviewde. Hij schreef onder andere een artikel over Ko van Dijk. In 1967 vertrok hij om zich aan zijn schrijfsels te wijden. In die periode kwamen spionageboeken van zijn hand, met agent Glotz als hoofdpersoon, naar een verhaal dat hij ooit in Het Parool schreef. Er verscheen tevens een aantal boeken met Tim Spender als hoofdpersoon. Gedurende die periode vertaalde hij daarnaast een flink aantal thrillers en sciencefictionboeken voor Born. In 1973 nam hij de functie van redacteur van de Haagsche Courant op zich.
Zijn oeuvre is niet in een bepaalde hoek te vinden. Hij schreef literaire romans en thrillers. Zijn debuut verscheen in 1953 bij Querido. Hij schreef mee aan de serie Vic Singel voor de VARA.

## Oeuvre

### Boeken
- Met lege handen (1953), een boek over de hongerwinter
- Het recht van ongelijk (1954)
- Met de krant naar bed (1958)
- Het mes onder het mes (1961) (verhaal over de film Het mes)
- Kastje kijken met H.J.O. (1961)
- Het naakte einde (1968)
- In plaats van kaarten (1983)
- Je kent de woorden (1989)(dichtbundel)
- Gebrek aan aanwezigheid (1990)(dichtbundel)
- Een wenkbrauw in het landschap (1991)
- De kleine wereld van Simon Carmiggelt (1995)

### Glotz-serie
- Gifbeker voor een wereldstad (1967)
- Afrekening voor een tiran (1967)
- Turkse noga voor een agent (1967)
- Noodrem voor een atoomkop (1967)
- Festival voor een dode ster (1968)
- Blauwdruk voor een vierling (1968)
- Pep-pil voor een president (1968)
- Grafschrift voor een koningin (1969)

### Spenderserie
- Het ijskoude goud (1967)
- Het bittere slaapgas (1967)
- De funeste dooi (1967)
- Het gestolen budget (1967)
- De laatste leugen (1968)
- Het beslissende schaakmat (1968)
- De machteloze maffia (1970)
- De satanische sekte (1970)
- Het kostbare klontje (1972)
- De stapelgekke staatsgreep (1972)

- International Standard Name Identifier: 0000 0000 3093 4374
- Library of Congress Control Number: n88017536
- Nationale Bibliotheek van Tsjechië: pna20241239465
- Nederlandse Thesaurus van Auteursnamen: 067615422
- Virtual International Authority File: 33537137
- WorldCat: E39PBJkHk7h6DPDYw6kxCvx4bd